# Desa Pulerejo (administrativ by i Indonesien, lat -8,24, long 112,04)
Desa Pulerejo är en administrativ by i Indonesien.   Den ligger i provinsen Jawa Timur, i den västra delen av landet, 600 km öster om huvudstaden Jakarta.